# História do Botafogo de Futebol e Regatas no Estádio Nilton Santos

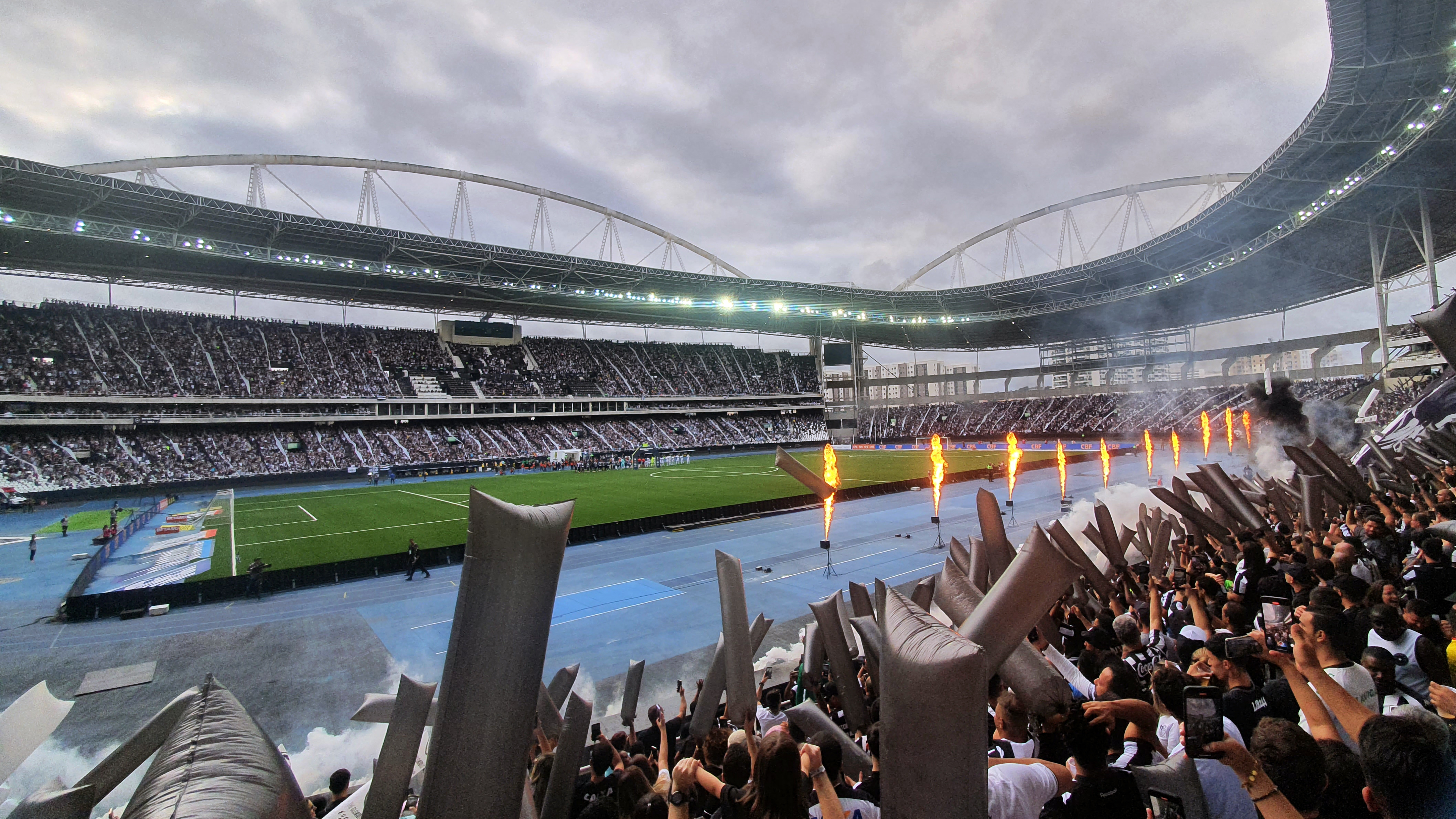
Partida de futebol entre Botafogo e Coritiba.

A História do Botafogo de Futebol e Regatas no Estádio Nilton Santos começou em 2007. O estádio construído pela prefeitura do Rio de Janeiro, no bairro do Engenho de Dentro, teve licitação vencida pela empresa Companhia Botafogo, administrada pelo clube, em agosto de 2007, durante a gestão do então presidente Bebeto de Freitas. Desde então, o Estádio Olímpico Nilton Santos vem sendo o local onde o alvinegro manda suas partidas, além de obter renda proveniente do espaço do estádio. O maior público do Botafogo em jogos com torcida dividida em 90% (mandante) e 10% (visitante), foi Botafogo 4x1 Coritiba pelo Campeonato Brasileiro de Futebol de 2023 com um público de 43.071 presentes. 

## Inauguração
O estádio foi inaugurado no dia 30 de junho de 2007, com uma partida de futebol entre Botafogo e Fluminense pela oitava rodada do Campeonato Brasileiro de 2007. O convite foi feito pelo prefeito Cesar Maia duas semanas antes do clássico, pois o Maracanã, anteriormente definido como local do confronto, teria de ser fechado para os preparativos da abertura dos Jogos Pan-americanos.
Cada ingresso para o evento foi trocado por uma lata de leite em pó que ajudariam instituições carentes. As entradas, divididas 20 mil para cada time, esgotaram-se logo no primeiro dia de trocas, fato este que gerou muitas filas e tumulto nos postos de troca do Botafogo, General Severiano, Mourisco e Marechal Hermes, e do Fluminense, Laranjeiras, Moça Bonita e Universidade Estácio de Sá na Barra da Tijuca.. Os outros 4 mil ingressos oferecidos foram dados aos operários que participaram da construção do Nilton Santos. Pelas entradas, a prefeitura gerou a renda de R$ 600.000 que seria dividida entre os clubes.
Antes do início da partida, houve uma apresentação da banda da marinha e dos bombeiros. O jogo foi vencido pelo Botafogo por 2 a 1, e teve Alex Dias, do Fluminense, como autor do primeiro gol do estádio aos 27 minutos do primeiro tempo. Pelo feito, Alex Dias recebeu o Troféu Valdir Pereira, que recebeu esse nome em homenagem ao jogador Didi, autor do primeiro gol do estádio do Maracanã, pela Seleção Carioca. A virada do Botafogo aconteceu com 2 gols de Dodô, o primeiro em um pênalti, sofrido por André Lima, aos 6 minutos e o segundo de cabeça aos 32 minutos. Com vitória, o clube alvinegro recebeu o Troféu João Havelange, dado em homenagem ao primeiro vencedor do novo estádio. O jogo teve um público de 43.810 espectadores, lotação recorde do estádio.
O Botafogo, alcunhado à época de Carrossel Alvinegro, entrou em campo com Júlio César no gol, Joílson e Luciano Almeida nas laterais e Juninho e Alex na zaga. O meio-campo era formado por Leandro Guerreiro, Túlio, Ricardinho e  Lúcio Flávio, com Zé Roberto ligando o meio ao atacante Dodô. Participaram ainda do jogo, pelo alvinegro, André Lima, que substituiu Ricardinho, Diguinho, que ocupou a vaga de Túlio, e Renato Silva, no lugar de Luciano Almeida. Cuca era o treinador do Botafogo. Pelo Fluminense, Fernando Henrique era o goleiro, Carlinhos e Júnior César estavam nas laterais e Thiago Silva e Roger completavam a defesa. Romeu, Arouca, Maurício e Carlos Alberto compunham o meio. Alex Dias e Adriano Magrão formavam o ataque. O técnico tricolor Renato Gaúcho ainda colocou em campo Cícero, na brecha de Arouca, e Rodrigo Tiuí e Somália no lugar dos dois atacantes do time. Apitou a partida Evandro Rogério Roman, auxiliado por Gilson Coutinho e José Pontarolo, todos filiados à Federação Paranaense de Futebol, selecionados para o jogo por sorteio.

## Administração do Botafogo

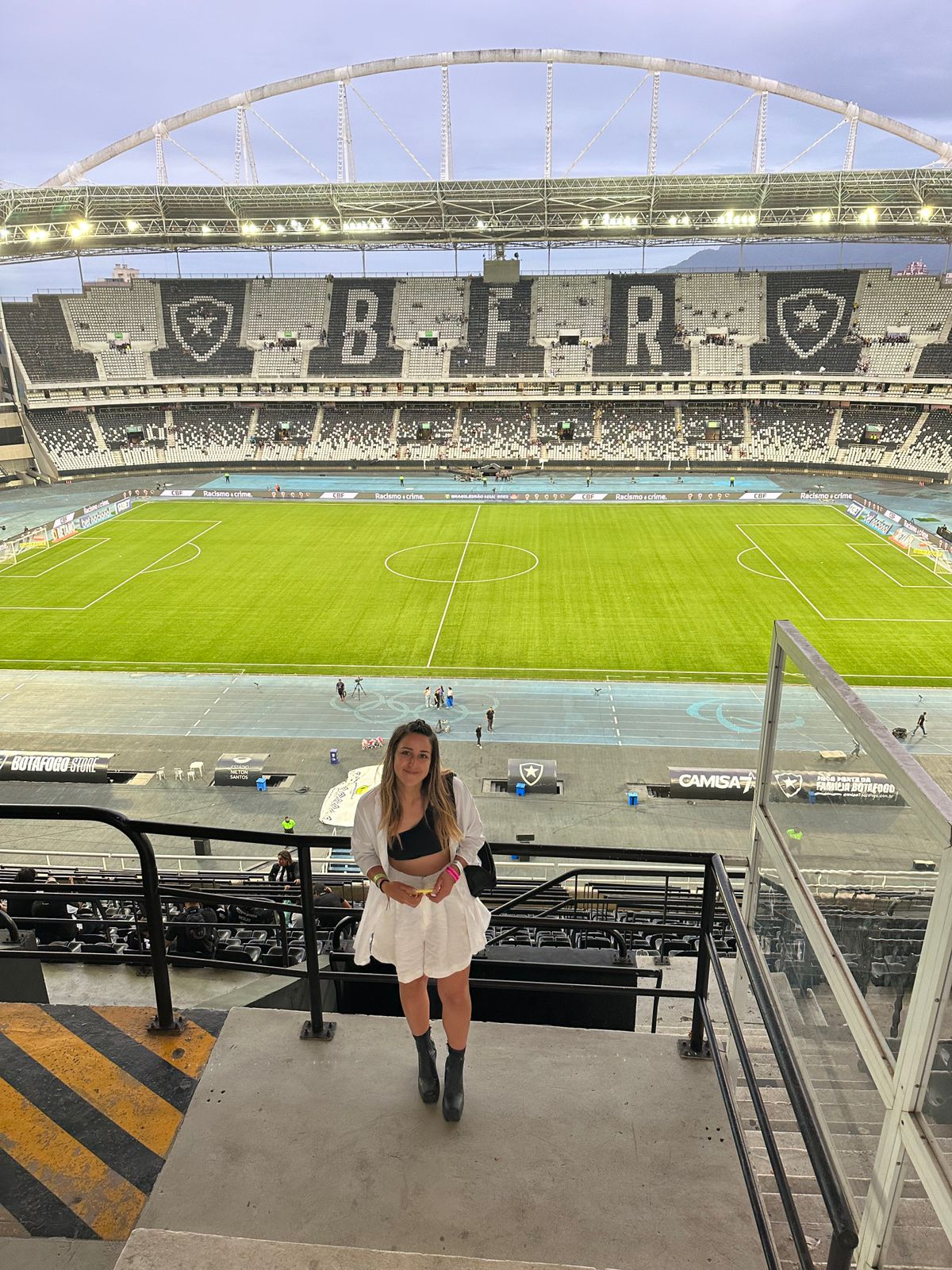
Estádio Nilton Santos em 2023.

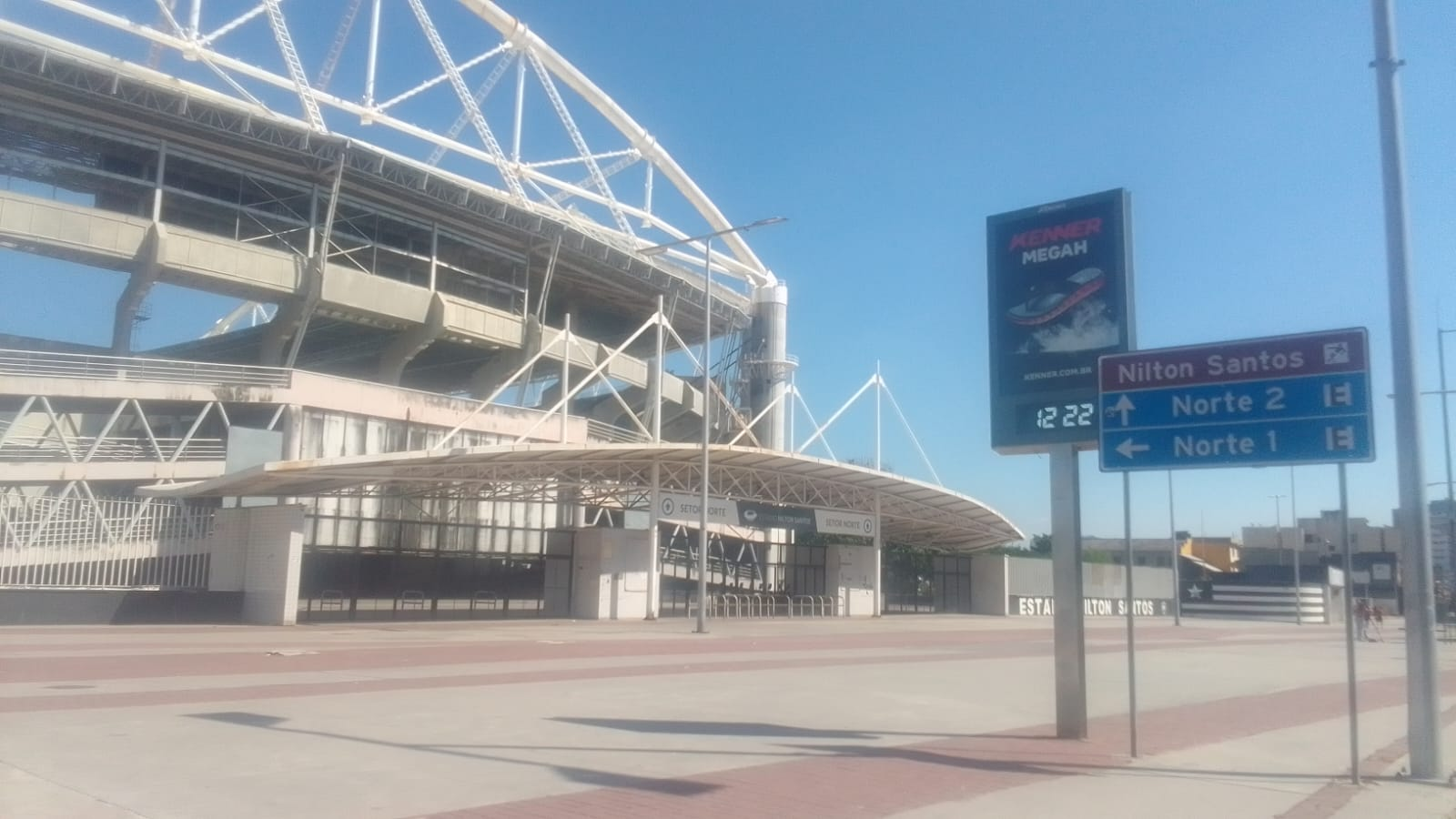
Entorno

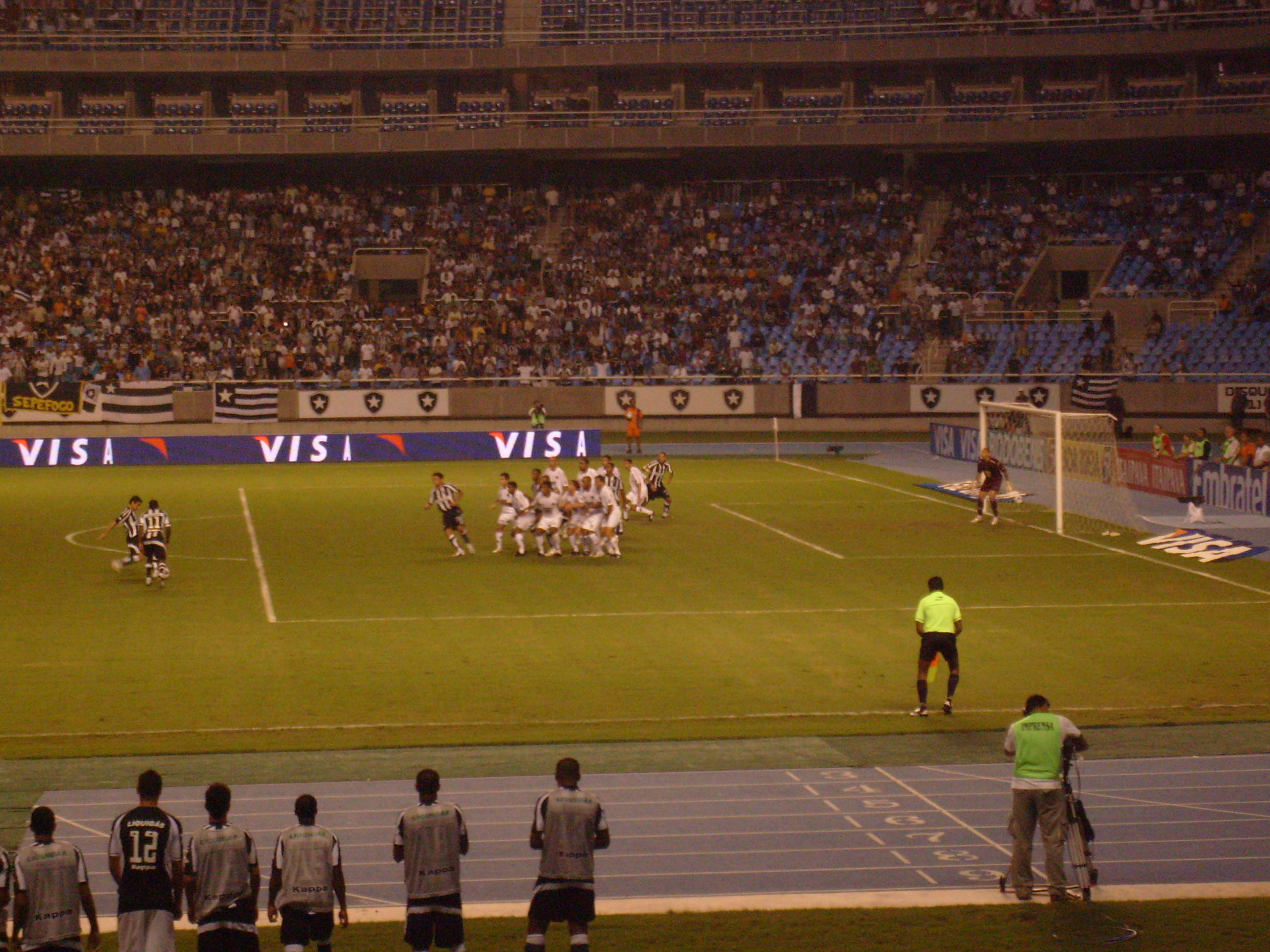
Partida entre Botafogo e Atlético Mineiro.

O Botafogo de Futebol e Regatas, como administrador do estádio, fez a sua reinauguração numa partida contra o Club Atlético River Plate, da Argentina, em 19 de setembro de 2007, em jogo válido pelas oitavas-de-final da Copa Sul-Americana 2007. O Glorioso venceu a partida por 1 a 0, com gol marcado por Joílson aos 44 minutos do primeiro tempo, com um chute de fora da área que encobriu o goleiro Carrizo. Os ingressos do evento não possuiam locais marcados, podendo o torcedor entrar no Olímpico e escolher qualquer lugar em qualquer um dos setores do estádio para assistir o duelo. Foram vendidas 39.500 entradas.
A primeira derrota do alvinegro no estádio aconteceu no jogo seguinte, em 6 de outubro, contra o Santos por 2 a 1, pelo Campeonato Brasileiro de 2007. Esta partida também ficou marcada por ter sido a primeira vez em que as arquibancadas superiores não ficaram à disposição dos espectadores, devido à baixa expectativa de público, 7.918 pagantes.
A primeira goleada botafoguense em seu estádio veio ainda naquele ano, ao 1º de novembro, 4 a 1 sobre o Cruzeiro. Uma curiosidade desta partida é que foi a primeira no estádio a ocorrer sob chuva. Apenas no último jogo do ano, o Botafogo veio a empatar em seu estádio, contra o Figueirense por 1 a 1 no dia 2 de dezembro. Neste seu primeiro ano de uso, o Botafogo fez o total de seis partidas, tendo recebido 125.054 pagantes, dando uma média de 20.842 pagantes por jogo.
Em 2008, um jogo da Copa Peregrino do Botafogo contra o Viking, vencido por 4 a 0, foi o compromisso inicial. O título desta competição foi o primeiro conquistado pelo clube no estádio, havendo a entrega do troféu na partida seguinte, contra o Resende, válida pelo Campeonato Carioca, que era disputado pela primeira vez no Estádio Nilton Santos. Durante o Estadual, o goleiro Juan Castillo, do Botafogo, tornou-se o primeiro a defender um pênalti no estádio, contra o Friburguense em 23 de janeiro, cobrado por Victor Hugo. Somando-se as partidas do torneio de futebol masculino e feminino dos Jogos Pan-americanos de 2007, o centésimo gol do estádio foi marcado por Everton, meia do Madureira a 10 de fevereiro de 2008, em vitória de 2 a 1 de sua equipe sobre o dono do estádio.
Em março de 2008, o alvinegro começou a personalizar o estádio com bandeiras e faixas do clube. No mesmo mês, dia 23, um domingo de páscoa, o Botafogo aplicou sua maior goleada no estádio, 7 a 0 contra o Macaé Esporte, com Wellington Paulista marcando o recorde de quatro tentos em um mesmo jogo, que era válido pela Taça Rio. Em abril, pela primeira vez um jogo de Copa do Brasil foi disputado no estádio. Diante de 29.691 pagantes, o alvinegro derrotou o River Atlético Clube por 2 a 0, pela segunda fase da competição e se classificou para as oitavas-de-final.
Em maio, na estreia do Campeonato Brasileiro de 2008, na vitória do Botafogo, que jogou com seu time reserva, por 2 a 0 frente ao Sport ocorreu uma pane nos computadores e os refletores foram apagados, durante 25 minutos, tempo que foi reavido nos acréscimos da partida. Foi criado, ao início deste torneio, um camarote especial para homenagear e ser freqüentados por ídolos do clube..
No dia 23 de julho de 2008, contando somente jogos da categoria profissional masculino, saiu o centésimo gol do estádio, marcado por Triguinho, do Botafogo, aos 23 minutos do segundo tempo, o segundo gol da goleada de 4 a 0 diante o Atlético Mineiro, válida pelo Campeonato Brasileiro de 2008.
Com a posse da nova diretoria do Botafogo, cujo presidente é Maurício Assumpção, Miguel Ângelo da Luz, coordenador de esportes olímpicos do clube, iniciou conversas para a exploração de estádio no atletismo e em outros desportos.
Após cerca de um ano e meio com mando botafoguense, a equipe chegou ao seu centésimo gol em seu estádio. O volante Fahel marcou o terceiro tento na goleada do Botafogo sobre o Bangu por 4 a 1, aos 8 de fevereiro de 2009, pelo Estadual.
Em março, escudos do Botafogo foram pintados na parte externa do campo. Quatro, virados para o campo, próximos a cada marca de escanteio e outros quatro ao lada de cada trave, estes apontados para a arquibancada. 
Em 2009 foi inaugurada em frente ao setor oeste, a estátua do ídolo do Botafogo e da seleção brasileira, Nilton Santos, seguidas nos anos seguintes por estátuas de Garrincha, Jairzinho e Zagallo. Túlio Maravilha ganhou uma estátua no setor leste.
Em 2017 ocorreu uma grande mudança visual no estádio, atendendo a um antigo pedido da torcida, todas as cadeiras, antes azuis, foram pintadas de preto e branco com escudos do Botafogo sendo formados na arquibancada, além da insígnia 'BFR' no setor leste superior. Simultaneamente, através do decreto Decreto nº 23.057, a prefeitura rebatizou o estádio de forma oficial, com o nome de Estádio Olímpico Nilton Santos.  Todos estes acontecimentos fizeram com que o torcedor botafoguense criasse um vínculo maior com o estádio.

## Maiores públicos
Estes são os dez maiores públicos presentes do Botafogo no Estádio Nilton Santos
| Nº | Público presente | Público pagante | Mandante   | Placar | Visitante          | Competição            | Data       | Ref.   |
| -- | ---------------- | --------------- | ---------- | ------ | ------------------ | --------------------- | ---------- | ------ |
| 1  | 43 810           | 40 000          | Fluminense | 1–2    | Botafogo           | Campeonato Brasileiro | 30/06/2007 | [ 23 ] |
| 2  | 43 071           | 38 951          | Botafogo   | 4–1    | Coritiba           | Campeonato Brasileiro | 30/07/2023 | [ 24 ] |
| 3  | 42 982           | 39 393          | Botafogo   | 5–0    | Peñarol            | Copa Libertadores     | 23/10/2024 | [ 25 ] |
| 4  | 42 000           | 36 995          | Botafogo   | 4–0    | Ceará              | Campeonato Brasileiro | 07/09/2011 | [ 26 ] |
| 5  | 41 986           | 36 967          | Botafogo   | 2–1    | São Paulo          | Campeonato Brasileiro | 08/12/2024 | [ 27 ] |
| 6  | 41 899           | N/A             | Botafogo   | 0–0    | Cuiabá             | Campeonato Brasileiro | 09/11/2024 | [ 28 ] |
| 7  | 41 387           | 35 321          | Botafogo   | 3–1    | Vasco da Gama      | Campeonato Carioca    | 29/04/2012 | [ 29 ] |
| 8  | 40 769           | 38 346          | Botafogo   | 1–2    | Flamengo           | Campeonato Brasileiro | 02/09/2023 | [ 30 ] |
| 9  | 40 089           | 37 037          | Botafogo   | 0–0    | São Paulo          | Copa Libertadores     | 18/09/2024 | [ 31 ] |
| 10 | 40 050           | 36 133          | Botafogo   | 2–0    | Nacional (Uruguai) | Copa Libertadores     | 10/08/2017 | [ 32 ] |

OBS: Não está na lista, a partida Botafogo 2x2 Avaí (Campeonato Brasileiro de 2009), quando ocorreu superlotação e o Estádio recebeu um público presente maior do que comporta, porém não há dados oficiais deste público, apenas do público pagante que foi de 33.641 pessoas.

## Retrospecto
Atualizado até 8 de dezembro de 2024
| Ano   | J   | V   | E   | D   | GP  | GC  | SG   | %     |
| ----- | --- | --- | --- | --- | --- | --- | ---- | ----- |
| 2007  | 6   | 4   | 1   | 1   | 12  | 6   | +6   | 72,2% |
| 2008  | 37  | 24  | 6   | 7   | 79  | 32  | +47  | 70,2% |
| 2009  | 29  | 15  | 7   | 7   | 52  | 39  | +13  | 59,7% |
| 2010  | 32  | 15  | 13  | 4   | 59  | 41  | +18  | 60,4% |
| 2011  | 36  | 22  | 9   | 5   | 72  | 35  | +37  | 69,4% |
| 2012  | 39  | 18  | 10  | 11  | 72  | 44  | +28  | 54,7% |
| 2013  | 8   | 5   | 2   | 1   | 17  | 6   | +11  | 70,8% |
| 2014  | —   | —   | —   | —   | —   | —   | —    | —     |
| 2015  | 30  | 20  | 5   | 5   | 61  | 20  | +41  | 72,2% |
| 2016  | —   | —   | —   | —   | —   | —   | —    | —     |
| 2017  | 38  | 19  | 7   | 11  | 56  | 42  | +14  | 58,7% |
| 2018  | 31  | 16  | 10  | 5   | 39  | 27  | +12  | 62,3% |
| 2019  | 29  | 14  | 5   | 10  | 36  | 24  | +12  | 54%   |
| 2020  | 26  | 9   | 8   | 9   | 30  | 28  | +2   | 44,8% |
| 2021  | 31  | 18  | 5   | 8   | 50  | 27  | +23  | 63,4% |
| 2022  | 30  | 12  | 5   | 13  | 39  | 32  | +7   | 45,5% |
| 2023  | 27  | 15  | 8   | 4   | 45  | 18  | +27  | 65,4% |
| 2024  | 35  | 25  | 6   | 4   | 67  | 26  | +41  | 77,1% |
| Total | 465 | 253 | 109 | 104 | 791 | 444 | +347 | 62,2% |

## Títulos conquistados pelo Botafogo no Estádio Nilton Santos

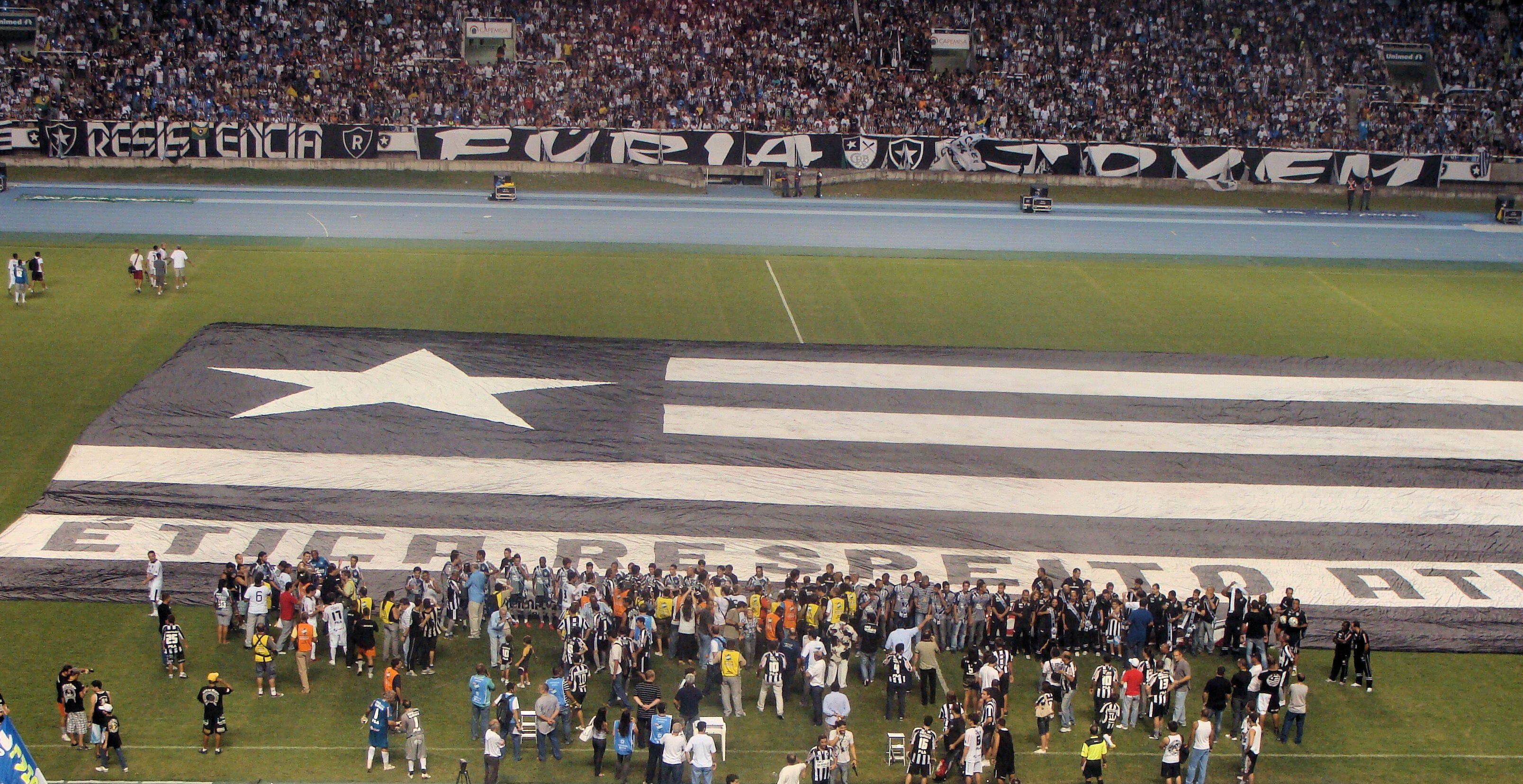
Torcida comemora o título carioca de 2010 no Nilton Santos, em jogo de entrega das faixas contra o Corinthians.

No estádio, foram levantadas pelo Botafogo, as seguintes taças: Campeonato Brasileiro de 2024 - Série A, Taça Guanabara de 2013 (1° Turno do campeonato carioca), Taça Rio de 2012 (2° Turno do campeonato carioca) , Copa Peregrino 2008 (Torneio Amistoso).    
Além desses, houve títulos em que toda a campanha ocorreu no Nilton Santos, mas não a final: Copa Libertadores da América 2024, Campeonato Carioca 2010, Campeonato Carioca 2013, Campeonato Carioca 2018 e Campeonato Brasileiro - Série B 2015 e 2021.    

## Artilheiros do Botafogo no estádio
Inclui-se partidas não-oficiais

 Em NEGRITO, jogadores que estão no elenco atualmente
| Nome                | Gols |
| ------------------- | ---- |
| Loco Abreu          | 41   |
| Herrera             | 36   |
| Lúcio Flávio        | 23   |
| Tiquinho Soares     | 19   |
| Elkeson             | 16   |
| Júnior Santos       | 14   |
| Wellington Paulista | 14   |
| Eduardo             | 13   |
| Rodrigo Pimpão      | 13   |
| Antônio Carlos      | 11   |
| Brenner             | 11   |
| Maicosuel           | 11   |
| Matheus Babi        | 11   |
| Rodrigo Lindoso     | 11   |
| Roger Silva         | 11   |
| Victor Simões       | 11   |
| Alessandro          | 10   |
| Rafael Navarro      | 10   |
| Sassá               | 10   |